# 冉云飞

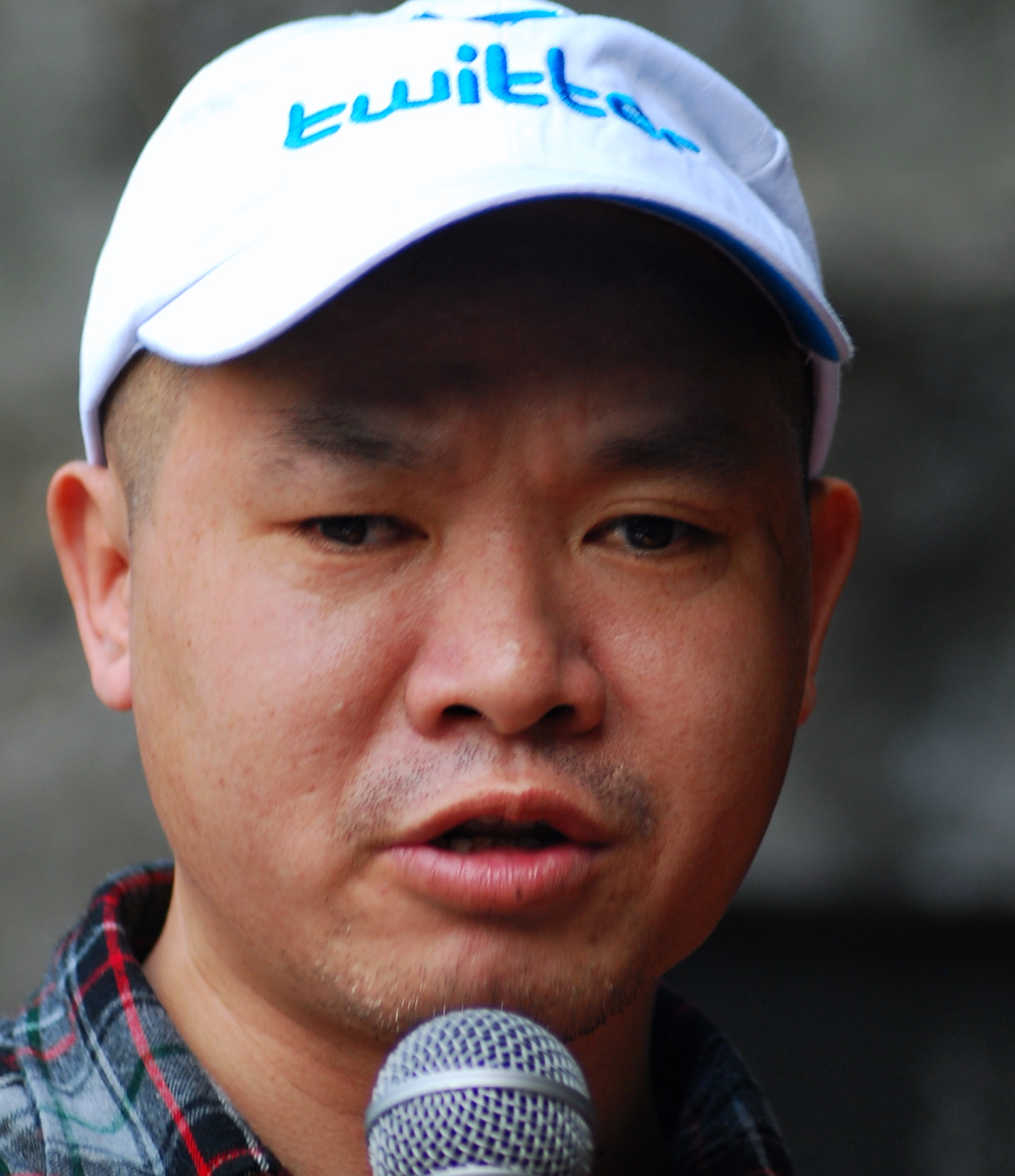
冉云飞

冉云飞（1965年—），中华人民共和国作家，生于重庆酉阳，土家族，毕业于四川大学中文系，现任职于《四川文学》，长居成都，“2008年度百位华人公共知识分子”之一，秋雨聖約教會基督徒。

## 个人介绍
冉云飞长期关注右派维权，属于中国持不同政见者。他在天涯、牛博网等多个博客网站的博客先后被关闭。2008年12月冉云飞的牛博镜像被关闭后，先后在搜狐，德赛开了新博客。
2011年2月24日，四川警方以“涉嫌煽动颠覆国家政权罪”对冉云飞实施刑拘。3月28日，冉云飞夫人王伟女士称，当天上午她收到成都市公安局对冉云飞正式批捕的通知，该局于2011年3月25日以涉嫌煽动颠覆国家政权罪对冉云飞实施逮捕並押于都江堰。
2011年6月27日，冉云飞家人委托的成都律师冉彤证实，冉云飞案已被成都中院以证据不足退回。
2011年8月9日，冉云飞从都江堰的拘留中心释放，回到四川的家。

## 活动

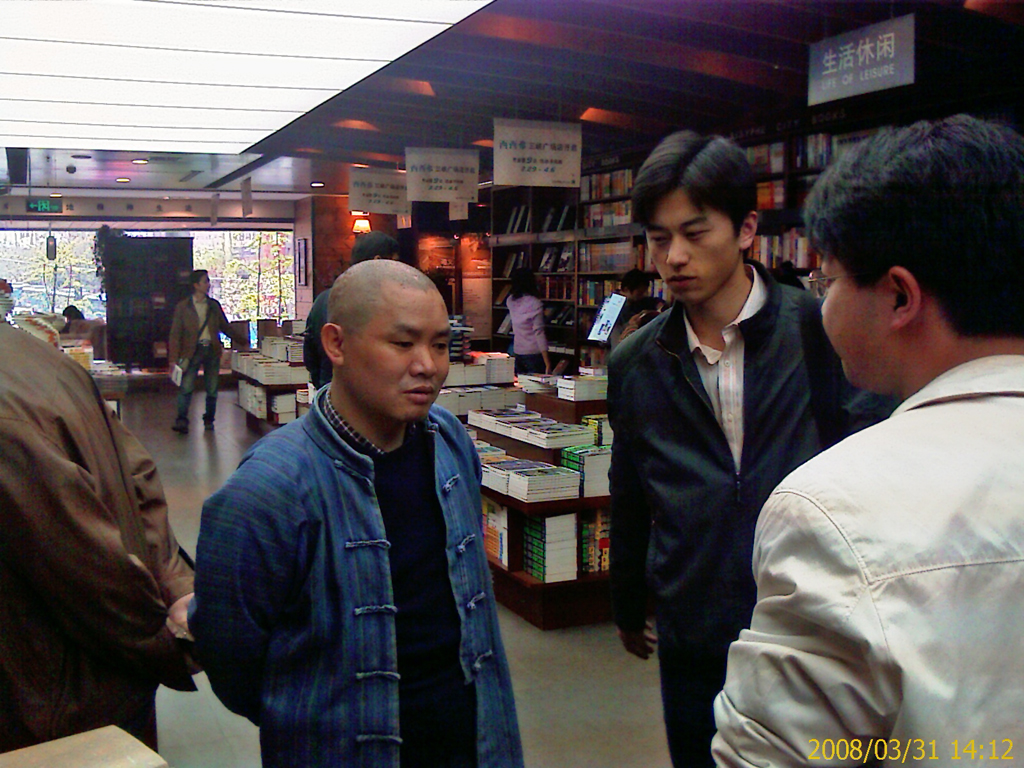
冉云飞在重庆与读者交流。

- 2008年5月，参与并组织牛博网四川地震灾区救助活动
- 2008年6月，因在博客发表《最不可辜负的是民心》而遭四川省作家协会批评教育以及断网封杀等处理
- 2008年12月，参与联署《零八宪章》
- 2009年1月，联署呼吁《抵制央视，拒绝洗脑》
- 2010年9月，在《亚洲周刊》上发表《岂容青史尽成灰》一文，认为中国大陆故意隐瞒国民党军队抗战史实。

## 著作

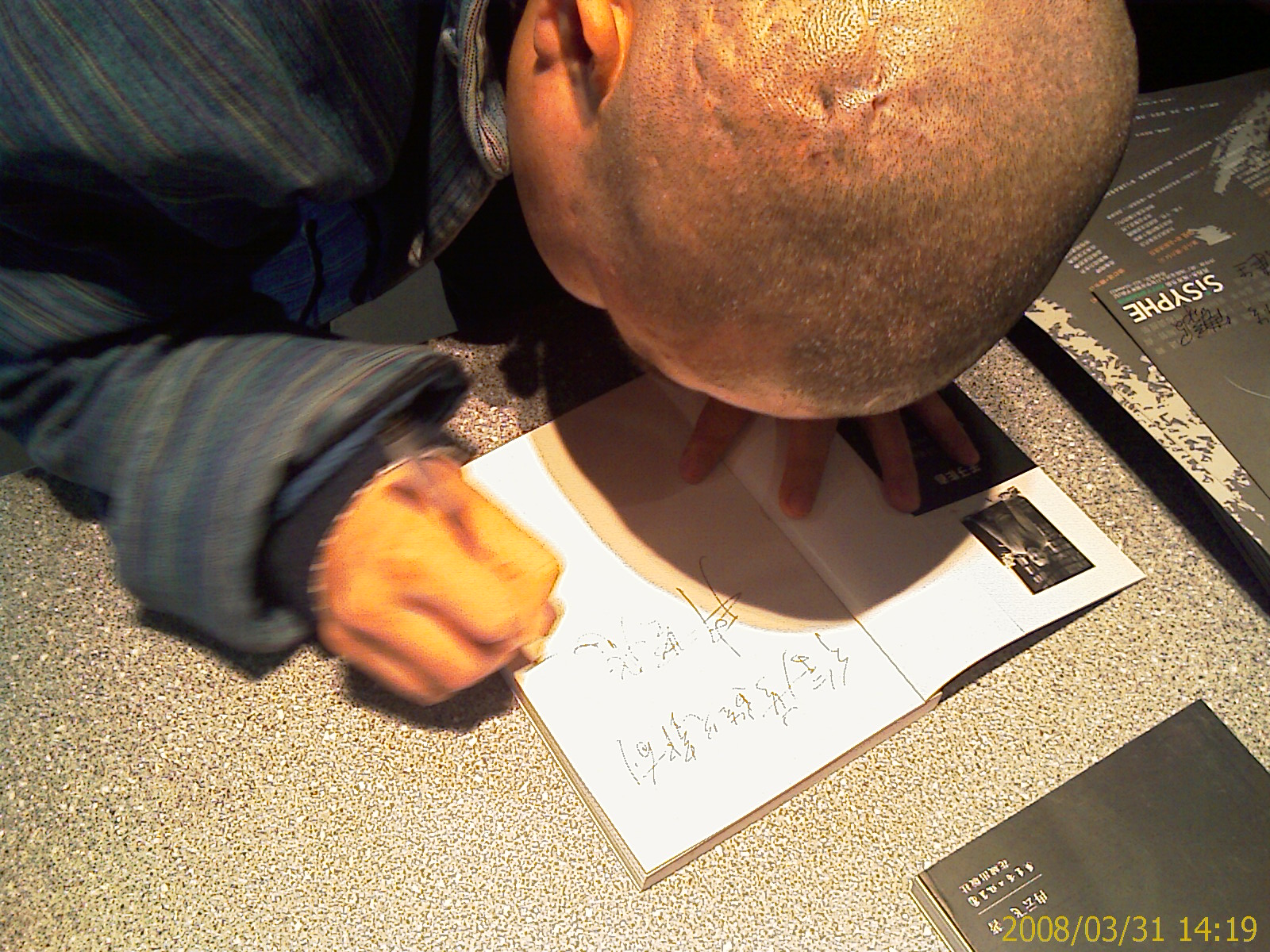
重庆西西弗书屋为读者签名

- 《庄子我说》
- 《沉疴：中国教育的危机与批判》
- 《手抄本的流亡》
- 《通往比傻帝国》
- 《陷阱里先锋：博尔赫斯》
- 《尖锐的秋天：里尔克》
- 《像唐诗一样生活》
- 《从历史的偏旁进入成都》
- 《庄子使我上瘾的几个理由》
- 《吴虞和他生活的民国时代》
- 《古蜀之肺：大慈寺传》
- 《给你爱的人以自由》